# Višegradska Banja
Višegradska Banja (srbsko Вишеградска Бања) je zaselek z naravnim  zdraviliščem v Bosni in Hercegovini.
Kraj leži vzhodni Bosni v Republiki srbski na nadmorski višini 425 m sredi borovega gozda okoli 5 km severno od mesta Višegrad. Podnebje je zmerno kontinentalno. V zdravilišču sta dva vrelca mineralizirane vode katerih temperatura je 26 in 34,8ºC, ki zdravi revmatične, nevrološke in ginekološke bolezni. 